# Quattro Giorni di Dunkerque 1992
La Quattro Giorni di Dunkerque 1992, trentottesima edizione della corsa, si svolse dal 5 al 10 maggio su un percorso di 1014 km ripartiti in 6 tappe (la quarta suddivisa in due semitappe), con partenza e arrivo a Dunkerque. Fu vinta dal tedesco Olaf Ludwig della Panasonic-Sportlife davanti all'olandese Frans Maassen e al russo Vjačeslav Ekimov.

## Tappe
| Tappa  | Data      | Percorso                            | km    | Vincitore di tappa | Leader cl. generale |
| ------ | --------- | ----------------------------------- | ----- | ------------------ | ------------------- |
| 1ª     | 5 maggio  | Dunkerque > Dunkerque               | 162,5 | Mario Cipollini    | Mario Cipollini     |
| 2ª     | 6 maggio  | Valenciennes > Laon                 | 181,5 | Olaf Ludwig        | Olaf Ludwig         |
| 3ª     | 7 maggio  | Laon > Valenciennes                 | 168   | Mario Cipollini    | Johan Capiot        |
| 4ª-1ª  | 8 maggio  | Cassel > Cassel (cron. individuale) | 8,7   | Frans Maassen      | Olaf Ludwig         |
| 4ª-2ª  | 8 maggio  | Cassel > Cassel                     | 103,5 | Marc Madiot        | Olaf Ludwig         |
| 5ª     | 9 maggio  | Courrières > Boulogne-sur-Mer       | 203,9 | Vjačeslav Ekimov   | Olaf Ludwig         |
| 6ª     | 10 maggio | Bray-Dunes > Dunkerque              | 186,4 | Mario Cipollini    | Olaf Ludwig         |
| Totale | Totale    | Totale                              | 1014  |                    |                     |

## Dettagli delle tappe

### 1ª tappa
- 5 maggio: Dunkerque > Dunkerque – 162,5 km

| Pos. | Corridore         | Squadra   | Tempo    |
| ---- | ----------------- | --------- | -------- |
| 1    | Mario Cipollini   | MG Boys   | 4h08'48" |
| 2    | Wilfried Nelissen | Panasonic | s.t.     |
| 3    | Johan Capiot      | TVM-Sanyo | s.t.     |

| Pos. | Corridore       | Squadra | Tempo |
| ---- | --------------- | ------- | ----- |
| 1    | Mario Cipollini | MG Boys |       |

### 2ª tappa
- 6 maggio: Valenciennes > Laon – 181,5 km

| Pos. | Corridore     | Squadra   | Tempo    |
| ---- | ------------- | --------- | -------- |
| 1    | Olaf Ludwig   | Panasonic | 4h22'09" |
| 2    | Johan Capiot  | TVM-Sanyo | a 1"     |
| 3    | Johan Museeuw | Lotto     | s.t.     |

| Pos. | Corridore   | Squadra   | Tempo |
| ---- | ----------- | --------- | ----- |
| 1    | Olaf Ludwig | Panasonic |       |

### 3ª tappa
- 7 maggio: Laon > Valenciennes – 168 km

| Pos. | Corridore       | Squadra   | Tempo    |
| ---- | --------------- | --------- | -------- |
| 1    | Mario Cipollini | MG Boys   | 4h24'47" |
| 2    | Johan Capiot    | TVM-Sanyo | a 1"     |
| 3    | Olaf Ludwig     | Panasonic | s.t.     |

| Pos. | Corridore    | Squadra   | Tempo |
| ---- | ------------ | --------- | ----- |
| 1    | Johan Capiot | TVM-Sanyo |       |

### 4ª tappa - 1ª semitappa
- 8 maggio: Cassel > Cassel (cron. individuale) – 8,7 km

| Pos. | Corridore     | Squadra   | Tempo  |
| ---- | ------------- | --------- | ------ |
| 1    | Frans Maassen | Buckler   | 12'32" |
| 2    | Thierry Marie | Castorama | a 2"   |
| 3    | Olaf Ludwig   | Panasonic | a 3"   |

| Pos. | Corridore   | Squadra   | Tempo |
| ---- | ----------- | --------- | ----- |
| 1    | Olaf Ludwig | Panasonic |       |

### 4ª tappa - 2ª semitappa
- 8 maggio: Cassel > Cassel – 103,5 km

| Pos. | Corridore     | Squadra   | Tempo    |
| ---- | ------------- | --------- | -------- |
| 1    | Marc Madiot   | Telekom   | 2h57'02" |
| 2    | Olaf Ludwig   | Panasonic | s.t.     |
| 3    | Frans Maassen | Buckler   | s.t.     |

| Pos. | Corridore   | Squadra   | Tempo |
| ---- | ----------- | --------- | ----- |
| 1    | Olaf Ludwig | Panasonic |       |

### 5ª tappa
- 9 maggio: Courrières > Boulogne-sur-Mer – 203,9 km

| Pos. | Corridore        | Squadra   | Tempo    |
| ---- | ---------------- | --------- | -------- |
| 1    | Vjačeslav Ekimov | Panasonic | 5h54'37" |
| 2    | Olaf Ludwig      | Panasonic | s.t.     |
| 3    | Mario De Clercq  | Buckler   | s.t.     |

| Pos. | Corridore   | Squadra   | Tempo |
| ---- | ----------- | --------- | ----- |
| 1    | Olaf Ludwig | Panasonic |       |

### 6ª tappa
- 10 maggio: Bray-Dunes > Dunkerque – 186,4 km

| Pos. | Corridore        | Squadra   | Tempo    |
| ---- | ---------------- | --------- | -------- |
| 1    | Mario Cipollini  | MG Boys   | 4h48'56" |
| 2    | Wiebren Veenstra | Buckler   | s.t.     |
| 3    | Eddy Schurer     | TVM-Sanyo | s.t.     |

| Pos. | Corridore        | Squadra   | Tempo     |
| ---- | ---------------- | --------- | --------- |
| 1    | Olaf Ludwig      | Panasonic | 26h48'30" |
| 2    | Frans Maassen    | Buckler   | a 22"     |
| 3    | Vjačeslav Ekimov | Panasonic | a 25"     |

## Classifiche finali

### Classifica generale
| Pos. | Corridore               | Squadra                      | Tempo     |
| ---- | ----------------------- | ---------------------------- | --------- |
| 1    | Olaf Ludwig             | Panasonic-Sportlife          | 26h48'30" |
| 2    | Frans Maassen           | Buckler                      | a 22"     |
| 3    | Vjačeslav Ekimov        | Panasonic-Sportlife          | a 25"     |
| 4    | Brian Holm              | Tulip                        | a 49"     |
| 5    | Gilbert Duclos-Lassalle | Z                            | a 54"     |
| 6    | Andrei Tchmil           | MG Boys Maglificio-Technogym | a 1'02"   |
| 7    | Marc Madiot             | Telekom                      | a 1'12"   |
| 8    | Mario De Clercq         | Buckler                      | a 1'27"   |
| 9    | Yvon Madiot             | Telekom                      | a 1'46"   |
| 10   | Étienne De Wilde        | Telekom                      | a 1'48"   |